# Белослава Кръстева
Белослава Кръстева е българска шахматистка, гросмайстор за жени (WGM, 2023), европейска отборна шампионка при жените (2023).

## Биография
Родена е през 2004 г. През 2019 г. Белослава Кръстева печели първенството на България по шах за девойки до 16 години. Представяла е България както на Европейското, така и на Световното първенство по шах за девойки.
През 2019 г. Белослава Кръстева се класира на 3-то място в първенството на България по шахмат за жени и става Майстор на ФИДЕ (FM). През 2020 г. Кръстева спечелва този турнир със 7 точки от 9 кръга и става шампионка на България по шахмат за жени.
През 2022 г. играе на трета дъска в отбора на България на 44-тата шахматна олимпиада (жени) в Ченай. Спечелва 6,5 токи от 10 (+6, =1, -3) и българският отбор завършва девети в класирането. Към 1 декември 2022 г. Белослава Кръстева е третият български състезател и 99-ият играч в света с оценка ЕЛО от 2350 точки.
През 2023 г. тя завършва на трето място в световния шампионат по шах за девойки, зад аржентинката Кандела Франсиско и американката Кариса Ип (всички с 8,5 точки от 11).
През ноември 2023 г. Белослава Кръстева спечелва Европейското отборно първенство по шахмат на нациите с отбора на България за жени (играе като пета състезателка).